# Россен, Мортен
Мортен Россен (дат. Morten Rossen; род. 4 апреля 1971) — датский аккордеонист.
Ученик признанной главы датской аккордеонной школы Жанетт Дюремосе. С десятилетнего возраста солист Датского ансамбля аккордеонистов (дат. Det Danske Harmonika Ensemble). Лауреат ряда международных конкурсов, в том числе серебряный призёр Чемпионата мира среди аккордеонистов (1990). В 1992 г. вместе с Симфоническим оркестром Датского радио аккомпанировал копенгагенскому концерту Лучано Паваротти перед 60.000 слушателей. Участвовал в записи альбома Свена Эрика Вернера «Этюды танго» (1994), в 1993 г. выпустил собственный первый альбом с произведениями Вернера, Бронислава Казимежа Пшибыльского, Пера Нёргора и Владислава Золотарёва.